# Jan ten Have
Jan ten Have (Groningen, 14 maart 1903 - Haren, 15 januari 1991) was een Nederlandse schilder, graficus en glazenier.

## Leven en werk
Ten Have was een zoon van smid Hein ten Have (1870-1942) en Margien Boering (1873-1951). Hij trouwde met Sjoukje Tingen (1907-1996). Hij kreeg zijn opleiding aan Academie Minerva (1915-1922) als leerling van Franciscus Hermanus Bach, Arnold Willem Kort, Cornelis Pieter de Wit en Dirk de Vries Lam. Na de opleiding begon hij samen met zijn broer een bedrijf in lichtreclame, Jan verzorgde de ontwerpen voor de "Gebr. ten Have Lichtreclamefabriek". Daarnaast was hij als kunstenaar actief, hij had in 1926 zijn eerste solo-expositie. Van 1947 tot 1978 was hij lid van de Groninger kunstbent De Ploeg. Hij maakte onder meer glas-in-loodramen voor de Stadsschouwburg in Groningen (1958) en het gemeentehuis van Veendam (1968).